# GRO J0422+32
GRO J0422+32 è una nova a raggi X che fa parte di un sistema binario in cui una delle componenti è un buco nero di massa compresa tra le 3,66 e 4,97 masse solari. La componente secondaria è una nana rossa di classe spettrale M1V di magnitudine apparente di 13,2 e di massa 0,116 volte quella solare e ha un periodo orbitale, attorno al buco nero, di 0,212 giorni. Dista circa 8000 anni luce dal sistema solare ed è situata nella costellazione di Perseo.
Fu scoperta durante un outburst il 5 agosto 1992 dal telescopio Compton Gamma Ray Observatory e si tratta di uno dei meno massicci buchi neri scoperti, non molto superiore al limite massimo delle stelle di neutroni di 2,7 volte la massa solare.